# Карл Гіллер
Карл Гіллер (нім. Karl Hiller, 3 листопада 1846, м. Вюрцбург — 24 квітня 1905, м. Грац) — доктор права, професор, ректор Чернівецького університету (1885–1886).

## Біографія
Народився 3 листопада 1846 року в м. Вюрцбург, нині земля Баварія, Німеччина (тоді — Австрійська імперія).
Здобув вищу освіту, закінчивши Вюрцбурзький університет.
У 1868 році розпочав підготовчу юридичну практику у місцевому суді. Через три роки Гіллер склав практичний іспит, після чого працював юристом і суддею.
Займаючись юридичною практикою, не залишає теоретичні заняття з метою отримати науковий ступінь.
Він досяг своєї мети у 1871 році, коли захистив докторську дисертацію в університеті міста Гейдельберг.
Але й після цього до кінця 1872 року продовжував працювати над темою «Законність (легітимність) управління відносно зникнення опору» та обіймав посаду приватного доцента у сфері юриспруденції.
У вересні 1875 року його було прийнято до щойно заснованого Чернівецького університету на посаду професора австрійського кримінального права.
1880 року він отримав звання ординарія, тричі обирався деканом факультету права Чернівецького університету (протягом 1882—1883, 1887—1888 і 1895—1896 років).
Був обраний ректором Чернівецького університету на період 1885–1886 роки.
У 1885 році він був удостоєний австрійського професійного титулу «Regierungsrat».
За його глибокі знання кримінального права та законодавства Австрії, університет Граца в 1898 році призначив його своїм головою .
Карл Гіллер, перебуваючи на посаді, помер в Граці, нині Австрія (тоді — Австро-Угорська імперія) на 58 році життя.

## Основні науково-літературні праці[1]
- «Зала суду» (1874);
- «До питання про зникнення протистояння» (1876);
- «Про добровільну відмову від замаху та справжнє каяття» (реферат до дня юриста в Німеччині, 1876);
- «До експериментальних учень австрійського кримінального права» (1878);
- «Додаток до вчень про конкуренцію делікту» (1881);
- «Так звана ідеальна конкуренція» (1885);
- «Найновіші здобутки в сучасному вивченні кримінального права» (промова ректора 1885);
- «Кримінальне законодавство сьогодні» (1894);
- «Порушення» (характеристика головного зібрання орієнтаційного об'єднання, 1897).